# Перша Херсонська чоловіча гімназія
Перша Херсонська чоловіча гімназія — навчальний заклад міста Херсона. Перша гімназія в місті.

## Історія

### Період Російської імперії
Перша Херсонська чоловіча гімназія, або Губернська гімназія, була відкрита у Херсоні за губернаторства І. Х. Калагеоргі 12 березня 1815 року і складалася з 4-х класів, які були продовженням класів повітового училища, відкритого у 1813 році. Повітове трьохкласне із підготовчим відділенням училище та губернська чоловіча гімназія розташовувались тоді на розі вулиць Потьомкінської та Суворовської. Згодом в гімназії було відкрито і наступні класи: п'ятий — у 1816 році, шостий — у 1817, останній сьомий — у 1818 році.

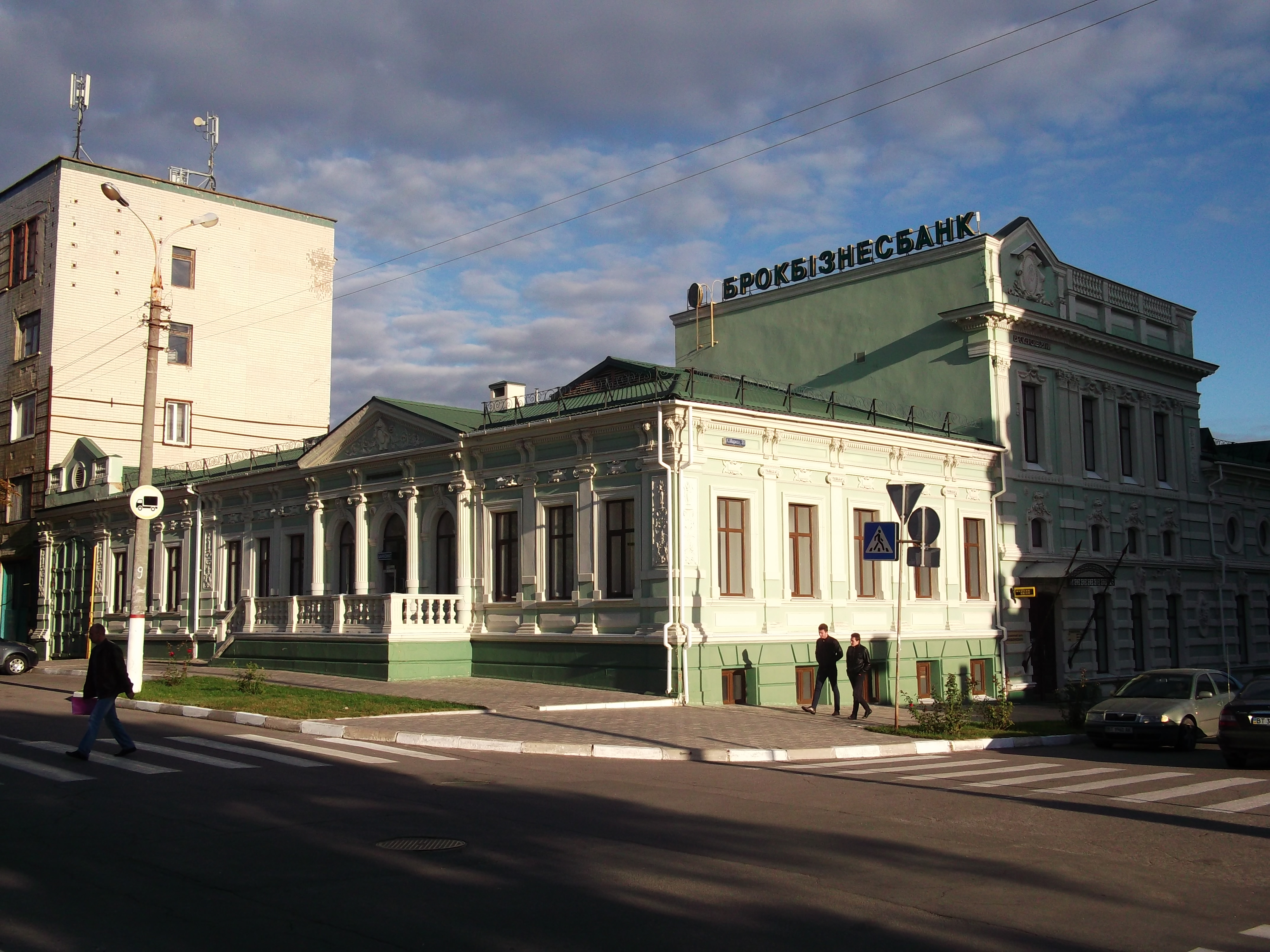
Будівля, в якій у 1818–1822 рр. розміщувалася гімназія (нині тут розташована банківська установа)

Першим директором гімназії був директор училищ Херсонської губернії В. Є. Якубовський. Відкриття нових класів гімназії потребувало розширення приміщень, тому у 1818 році під час перебудування будівлі гімназія винайняла для себе дім, що належав генерал-майору Лобрі (там пізніше розмістилось Дворянське зібрання) на розі вулиць Потьомкінської та Ерделівської (нині — вул. Старообрядницька).
У 1822 році гімназія повернулась на Суворовську, де було закінчено ремонт і прибудову нових приміщень.
На утримання гімназії спочатку було виділено 5,8 тис. руб., штатних та позаштатних — 2,4 тис.руб. асигнаціями. До цих сум у різний час додавались доходи від надання залу в оренду для Дворянського зібрання, пожертви на користь гімназії в дні урочистих актів тощо. У 1815 році учнів було 16, у 1818 — 30, у 1824, 1825 і 1827 — по 32, у 1831 — 35 і в 1833 — 32 учні.
З 1833 року Херсонська чоловіча гімназія, яка до того часу знаходилась у відомстві училищного комітету Імператорського Харківського університету (тепер — Харківський національний університет), була надана у розпорядження попечителю Одеського навчального округу.
14 квітня 1834 року при гімназії було створено Благородний пансіон. До 1846 року в ньому розміщувались 5 вихованців — переважно дітей училищних чиновників, навчання яких здійснювалося за кошти казни (бюджету). З 1846 року було складено новий штат пансіону на 30 вихованців, з числа яких 25 навчались за власний рахунок з оплатою 150 руб. на рік. З 1851 року штат доведено до 50 вихованців. Згодом оплату було підвищено до 200 руб. у 1857 році і до 230 руб. у 1864 році. Вже у 1861 році пансіонерів було 71, а в 1863 — 68. Серед 68 було 12 вихованців з дворян, які утримувались на відсотки з 45 тис. рублів, асигнованих губернським дворянством для цієї мети. До того часу гімназія складалась з 7-ми класів.
У 1861 році при гімназії було відкрито землеміро-таксаторські класи для підготовки приватних землемірів і таксаторів. Новий етап у житті гімназії позначився із приходом до неї нового директора — Зиновія Васильовича Коленко (1861–1867 рр.).
У 1863 році було побудовано нову будівлю гімназії за проектом архітектора Людвіга Єгоровича Тоннеса у західній частині Соборної площі. Його будівництво обійшлось у 133,247 тис. рублів.
У вересні 1864 року в новій будівлі розпочались заняття. У 1867 році, за сприяння губернатора П. Н. Клушина, на особисті пожертви мешканців Херсона у приміщенні гімназії збудовано домову церкву Св. Олександра Невського в пам'ять про «чудесне спасіння життя государя імператора Олександра II 4 квітня 1866 року». При З. В. Коленко Перша чоловіча гімназія стала однією з передових у Російській імперії, а цей період охарактеризовано в історичній записці про херсонську гімназію наступним чином:
|  | Советы гимназии из судебных мест сделались педагогическими, в них стали обсуждать разные вопросы, представляемые жизнью гимназии; являлись определения, выходящие из ряда обыкновенных, таковы: определение Совета переводить отличных учеников без экзамена, безвозмездно преподавать в женской гимназии, только бы она открылась в Херсоне, учреждены воскресные школы, мужская и женская, возникли литературные вечера у учителей, инспектора и директора для чтения журналов и рассуждения о разных педагогических вопросах и многое другое. |

Кількість учнів з 1834 до 1873 роки визначається загалом у наступних цифрах:
- 1834 — 42
- 1835 — 95
- 1843 — 120
- 1856 — 139
- 1861 — 221
- 1864 — 272
- 1867 — 315
- 1871 — 356

Через щорічне зростання числа учнів у 1864/1865 навчальному році при перших трьох класах було відкрито паралельні відділення, а в 1865/1866 — і четвертий клас було поділено на 2 паралельних відділення.
У 1871 році було введено в дію Статут гімназій і прогімназій, згідно з яким у 1872 році гімназію було перетворено на восьмикласну. До цього ж часу відноситься і відкриття в гімназії попечительства про «недостатніх учнів» з метою надання підтримки учнів з малозабезпечений сімей. Останнім директором гімназії був Костянтин Ігнатійович Тюльпанов.

### Радянські часи
У 1919 році гімназія закрилась. В 20-х роках ХХ століття на її базі відкрили фабрично-заводську семирічну школу № 42, яка знаходилась під юрисдикцією морського порту, а її директором залишився Тюльпанов.
У 1923 році в приміщенні розташовувався штаб 45-го стрілецького полку Херсонського гарнізону.
У 1935 році школа стала першою в місті середньою (2-го ступеню) під № 14, імені 15-ї стрілецької Сиваської дивізії (за років громадянської війни у цьому приміщенні знаходився штаб дивізії).
В березні 1944 року, після визволення Херсона, школа отримала номер 20, а в 1959 році їй присвоєно ім'я Бориса Лавреньова — відомого письменника, який закінчив гімназію у 1909 році.

### Сучасність
У 1991 році заклад знову отримав статут гімназії та розташовується за адресою: м. Херсон, вул. Віктора Гошкевича, 2.

## Відомі випускники
- Пестич Філімон Васильович (вип. 1837)
- Ленц Микола Іванович
- Гайдебуров Павло Олександрович (вип. 1857)
- Анісьїн Олексій Федорович
- Ярошенко Семен Петрович (вип. 1863)
- Чудновський Соломон Лазаревич (вип. 1868)
- Гохман Хаїм Ієгудович (вип. 1871)
- Блюменфельд Герман Фадєєвич (вип. 1879)
- Фальц-Фейн Фрідріх Едуардович
- Тарле Євген Вікторович (вип. 1892)
- Гассерт Карл Готлібович (вип. 1896)
- Лавреньов Борис Андрійович (вип. 1909)
- Бурлюк Микола Давидович

В гімназії також навчався Моше Шарет